# Teodoro (console)
Flavio Teodoro (in latino Flavius Theodorus; fl. 500-526) è stato un politico romano, vissuto durante il regno di Teodorico il Grande (493-526).

## Biografia
Membro dell'antica e aristocratica famiglia dei Decii, era figlio di Cecina Decio Massimo Basilio, console per l'anno 480, e fratello di Albino iunior (console nel 493), Flavio Avieno (console nel 501) e Flavio Importuno (console nel 509). Nel 500, dopo la visita di Teodorico a Roma, venne nominato prefetto del pretorio d'Italia al posto di Liberio; nel 505 tenne il consolato; nel 509, durante il consolato del fratello, era già stato nominato patricius, ma dovette rispondere assieme ad Importuno di alcuni scontri avvenuti a seguito ai giochi a Roma.
Nel 525 venne inviato da papa Giovanni I presso Teodorico a Ravenna: l'ambasceria, portata assieme al fratello Teodoro, all'ex-console Agapito e ad un altro patrizio, richiedeva al re una politica più moderata nei confronti della Chiesa. I delegati del papa vennero affiancati da religiosi e inviati da Teodorico alla corte di Giustino I a Costantinopoli: al loro ritorno, i delegati vennero imprigionati da Teodorico (maggio 526); non è noto il destino di Teodoro.